# Felluns
Felluns (in occitano Felhunhs, catalano Felluns) è un comune francese di 59 abitanti situato nel dipartimento dei Pirenei Orientali nella regione dell'Occitania.

## Società

### Evoluzione demografica
Abitanti censiti